# Colin Davis
Colin Rex Davis, CBE (Weybridge, 25 de setembro de 1927 - 14 de abril de 2013) foi um maestro inglês.

## Carreira
Colin Davis foi o clarinetista da Faculdade Real de Música de Londres, onde também teve lições de condução. Em 1952, Davis trabalhou no Royal Festival Hall e no fim da década de 1950 conduziu a Orquestra Sinfônica da BBC Escocesa. Foi muito aclamado quando substituíu Otto Klemperer, doente, numa performance de Don Giovanni, ópera de Mozart, no Royal Festival Hall em 1959. Um ano depois substituiu Sir Thomas Beecham em circunstâncias similares numa performance de Die Zauberflöte, também de Mozart. Na década de 1960 trabalhou na Ópera Sadler's Wells e na Orquestra Sinfônica de Londres, e serviu como maestro-chefe da Orquestra Sinfônica da BBC. Em 1971 sucedeu Georg Solti como principal maestro da Royal Opera House, ficando no Covent Garden até 1986. Celebrizou-se por reger as óperas de Michael Tippett, executando lá as estreias mundiais de The Knot Garden (1970) e The Ice Break (1977). Em 1977 tornou-se o primeiro maestro britânico a reger no Festival de Bayreuth, onde conduziu Tannhäuser.
David foi o principal maestro convidado da Orquestra Sinfônica de Boston de 1972 até 1984. Subsequentemente foi maestro-chefe da Orquestra Sinfônica da Rádio Bávara de 1983 até 1993. Em 1991 foi nomeado o 'Maestro Laureado' da Ópera Estatal de Dresden, o primeiro a receber este título. Em 1995 começou seu mandato como maestro principal da Orquestra Sinfônica de Londres, e entre 1998 até 2003 ele foi o maestro convidado principal da Orquestra Filarmônica de Nova Iorque. Em 31 de dezembro de 2006 Davis terminou seu mandato na Orquestra Sinfônica de Londres e em 1 de janeiro de 2007 tornou-se o presidente da orquestra.

## Vida pessoal
Em 1949, Davis casou-se com a soprano April Cantelo, com quem teve dois filhos, Suzanne e Christopher. O casamento terminou em 1964, e no mesmo ano ele conheceu sua segunda mulher, uma diplomata iraniana em Londres, com quem tem cinco filhos.

## Gravações com a Orquestra Sinfônica de Boston
- Claude Debussy: La Mer (1982)
- Claude Debussy: Three Nocturnes with the women of the Tangelwood Festival Chorus (1982)
- Edvard Grieg: Piano Concerto, with Claudio Arrau (1980)
- Felix Mendelssohn: A Midsummer's Night Dream - incidental music (1975)
- Felix Mendelssohn: Symphony No. 4 (1975)
- Franz Schubert: Rosamunde - incidental music (1982)
- Franz Schubert: Symphony No. 9 (1980)
- Robert Schumann: Piano Concerto, with Claudio Arrau (1980)
- Jean Sibelius: Sinfonia No. 1 (1976)
- Jean Sibelius: Sinfonia No. 2 (1976)
- Jean Sibelius: Sinfonia No. 3 (1976)
- Jean Sibelius: Sinfonia No. 4 (1975)
- Jean Sibelius: Sinfonia No. 5 (1976)
- Jean Sibelius: Sinfonia No. 6 (1976)
- Jean Sibelius: Sinfonia No. 7 (1975)
- Jean Sibelius: En Saga (1980)
- Jean Sibelius: Finlandia (1976)
- Jean Sibelius: Karelia Suite (1979)
- Jean Sibelius: Pohjola’s Daughter (1979)
- Jean Sibelius: Swan of Tuonela( 1976)
- Jean Sibelius: Tapiola (1976)
- Jean Sibelius: Valse triste (1980)
- Peter Tchaikovsky: Piano Concerto No.1, with Claudio Arrau (1979)
- Peter Tchaikovsky: 1812 Overture with the Tangelwood Festival Chorus (1980)
- Peter Tchaikovsky: Romeo and Juliet Overture (1979)